# Paweł Strączyński
Paweł Strączyński – polski menadżer branży energetycznej i ekonomista. W latach 2020–2021 pełnił funkcję wiceprezesa zarządu ds. finansowych w Polskiej Grupie Energetycznej. Od 1 kwietnia do 21 lipca 2021 prezes zarządu Tauron Polska Energia. Od 5 sierpnia 2021 wiceprezes Banku Pekao SA. 

## Życiorys
Absolwent Akademii Ekonomicznej im. Oskara Langego we Wrocławiu, Wydział Gospodarki Narodowej, kierunek: finanse i bankowość oraz Master of Business Administration – Executive MBA o specjalności zarządzanie średnim i dużym przedsiębiorstwem.
W latach 2002–2005 był Głównym Księgowym ASP Polska w Głogowie.
W latach 2005–2010 pełnił funkcję Dyrektora Finansowego i Prokurenta polskiej dywizji Steinhoff International Holding.
W latach 2010–2012 członek zarządu PROTEKTOR S.A., a następnie spółek wchodzących w skład Polskiej Grupy Biogazowej.
Od 2016 do 2018 członek zarządu Przedsiębiorstwa Energetyki Cieplnej S.A. oraz Spółki Energetycznej „Jastrzębie” S.A., a następnie PGNiG Termika Energetyka Przemysłowa S.A.
Od listopada 2018 Paweł Strączyński pełni funkcję Wiceprezesa Zarządu Zespołu Elektrociepłowni Wrocławskich KOGENERACJA S.A.
Od kwietnia 2018 do lutego 2019 pełnił funkcję Wiceprezesa Zarządu ZOWER Sp. z o.o. (spółka z grupy PGE Energia Ciepła). Od 19 lutego 2020 do 31 marca 2021 Wiceprezes Zarządu ds. Finansowych w Polska Grupa Energetyczna. Od 1 kwietnia do 21 lipca 2021 Prezes Zarządu TAURON Polska Energia.  
Od 5 sierpnia 2021 wiceprezes Banku Pekao SA.  